# 僕はまだ何も知らない。
『僕はまだ何も知らない。』（ぼくはまだなにもしらない）は、石川智晶の1枚目のオリジナルアルバム。2007年8月22日にビクターエンタテインメントから発売された。
See-Saw活動休止後、ソロ活動を再開した石川智晶がビクターエンタテインメント移籍後、初めて出したアルバムである。初回限定盤にはDVD付。

## 収録曲
（全作詞・作曲：石川智晶、編曲：西田マサラ
1. Vermillion
テレビアニメ『ぼくらの』後期エンディングテーマ。シングルカットはされていない。
2. ロストイノセント
テレビアニメ『ぼくらの』総集編挿入歌
3. アンインストール
4thシングル
テレビアニメ『ぼくらの』オープニングテーマ
4. ミスリード
5. 美しければそれでいい〜Full Size Remix
2ndシングル
テレビアニメ『シムーン』オープニングテーマのリミックス
6. 涙
3rdシングル
GyaOネットアニメ『幕末機関説 いろはにほへと』挿入歌
7. 僕の空に季節はずれの雪が降る
8. house
9. Little Bird
テレビアニメ『ぼくらの』前期エンディングテーマ
10. 水槽の中のテトラ
11. アイルキスユー